# Pseudorthodes imora
Pseudorthodes imora är en fjärilsart som beskrevs av John Kern Strecker 1898. Pseudorthodes imora ingår i släktet Pseudorthodes och familjen nattflyn. Inga underarter finns listade.